# Matra MS7
Matra MS7 – samochód Formuły 2, zaprojektowany przez Bernarda Boyera. Model wziął udział również w sześciu Grand Prix Formuły 1 w latach 1967–1969.
MS7 był oparty na aluminiowym monocoque. Wykorzystywał silnik Ford Cosworth FVA o mocy około 420 KM. Moc była przenoszona za pośrednictwem ręcznej pięciobiegowej skrzyni biegów Hewland FG200. Jako że silnik samochodu zużywał dużo paliwa, w sekcjach bocznych umieszczono zbiorniki paliwa o pojemności 120 litrów. W wersjach z lat 1968–1969 zamontowano przednie i tylne spojlery.
Samochód wygrał mistrzostwa Formuły 2 w latach 1967–1969 (mistrzami byli wówczas Jacky Ickx w 1967, Jean-Pierre Beltoise w 1968 i Johnny Servoz-Gavin w 1969 roku). Wystartował także w 4 Grand Prix Formuły 1, ale bez większych sukcesów.
Na MS7 opierała się Matra MS9.

## Wyniki w Formule 1
| Legenda oznaczeń w tabelach wyników Wyświetl szablon na nowej stronie | Legenda oznaczeń w tabelach wyników Wyświetl szablon na nowej stronie                                                                     |
| Oznaczenie                                                            | Wyjaśnienie |
| --------------------------------------------------------------------- | --- |
| Złoty                                                                 | Zwycięzca lub mistrzostwo |
| Srebrny                                                               | 2. miejsce lub wicemistrzostwo |
| Brązowy                                                               | 3. miejsce lub II wicemistrzostwo |
| Zielony                                                               | Ukończył, punktował (w klasyfikacji generalnej, gdy zdobył co najmniej jeden punkt na przestrzeni sezonu, poza trzema powyższymi opcjami) |
| Niebieski                                                             | Ukończył, nie punktował (w klasyfikacji generalnej, gdy nie zdobył co najmniej jednego punktu na przestrzeni sezonu)                      |
| Czerwony                                                              | Nie zakwalifikował się (NZ) |
| Czerwony                                                              | Nie prekwalifikował się (NPK) |
| Różowy                                                                | Nie ukończył (NU) |
| Różowy                                                                | Niesklasyfikowany (NS) (w klasyfikacji generalnej, gdy nie został sklasyfikowany w żadnym wyścigu sezonu)                                 |
| Czarny                                                                | Zdyskwalifikowany (DK) |
| Czarny                                                                | Wykluczony (WYK/EX) |
| Biały                                                                 | Nie wystartował (NW) |
| Biały                                                                 | Kontuzjowany (K/INJ) |
| Biały                                                                 | Wyścig odwołany (OD/C) |
| Bez koloru                                                            | Został wycofany (WYC/WD) |
| Bez koloru                                                            | Nie przybył (NP/DNA) |
| Bez koloru                                                            | Nie brał udziału w treningach (NT/DNP) |
| Bez koloru                                                            | Nie został zgłoszony (–) |
| Pogrubienie                                                           | Start z pole position |
| Kursywa                                                               | Najszybsze okrążenie wyścigu |
| †                                                                     | Nie ukończył, ale jego rezultat został zaliczony ze względu na przejechanie więcej niż 90% dystansu wyścigu.                              |
| *                                                                     | Sezon w trakcie |
| 1/2/3                                                                 | Punktowana pozycja w sprincie kwalifikacyjnym                                                                                             |
| Lista systemów punktacji Formuły 1                                    | |

| Sezon | Zespół                      | Silnik  | Opony | Kierowcy             | 1   | 2   | 3   | 4   | 5   | 6   | 7   | 8   | 9   | 10  | 11  | 12  | Pkt. | Msc. |
| ----- | --------------------------- | ------- | ----- | -------------------- | --- | --- | --- | --- | --- | --- | --- | --- | --- | --- | --- | --- | ---- | ---- |
| 1967  | Matra Sports                | Ford R4 | D     |                      | ZAF | MCO | NLD | BEL | FRA | GBR | DEU | CND | ITA | USA | MEX |     | 0    | 12   |
| 1967  | Matra Sports                | Ford R4 | D     | Jean-Pierre Beltoise |     | NZ  |     |     |     |     |     |     |     | 7   | 7   |     | 0    | 12   |
| 1967  | Matra Sports                | Ford R4 | D     | Johnny Servoz-Gavin  |     | NU  |     |     |     |     |     |     |     |     |     |     | 0    | 12   |
| 1967  | Tyrrell Racing Organisation | Ford R4 | D     | Jacky Ickx           |     |     |     |     |     |     | NU  |     |     |     |     |     | 0    | 12   |
| 1968  | Matra Sports                | Ford R4 | D     |                      | ZAF | ESP | MCO | BEL | NLD | FRA | GBR | DEU | ITA | CND | USA | MEX | 45   | 3    |
| 1968  | Matra Sports                | Ford R4 | D     | Jean-Pierre Beltoise | 6   |     |     |     |     |     |     |     |     |     |     |     | 45   | 3    |
| 1969  | Matra International         | Ford V8 | D     |                      | ZAF | ESP | MCO | NLD | FRA | GBR | DEU | ITA | CND | USA | MEX |     | 66   | 1    |
| 1969  | Matra International         | Ford V8 | D     | Jean-Pierre Beltoise |     |     |     |     |     |     | 12  |     |     |     |     |     | 66   | 1    |
| 1969  | Matra Sports                | Ford R4 | D     | Henri Pescarolo      |     |     |     |     |     |     | 5   |     |     |     |     |     | 66   | 1    |